# لارامی (وایومینگ)
لارامی، وایومینگ (به انگلیسی: Laramie, Wyoming) یک شهر در ایالات متحده آمریکا است که در شهرستان آلبانی، وایومینگ واقع شده‌است.

## خصوصیات
لارامی ۴۶٫۰۰ کیلومترمربع مساحت و ۳۰٬۸۱۶ نفر جمعیت دارد و ۲٬۱۸۴ متر بالاتر از سطح دریا واقع شده‌است.